# Huaceae
Huaceae — семейство цветковых растений, включаемое в кладу розиды. В разных классификациях это семейство рассматривали в составе порядков мальпигиецветные, мальвоцветные, фиалкоцветные или выделяли в отдельный порядок Huales. Система APG II относит это семейство в кладу розиды, в это же время система APG III (2009) помещает его в порядок Кисличноцветные (Oxalidales).

## Распространение
Встречаются в тропических областях Африки, например в: Гане, Габоне, Камеруне, Конго.

## Таксономия
К семейству Huaceae относятся 2 рода:
- Afrostyrax Perkins & Gilg
- Hua Pierre ex De Wild.typus